# Aconaemys sagei
Aconaemys sagei är en däggdjursart som beskrevs av Pearson 1984. Aconaemys sagei ingår i släktet Aconaemys och familjen buskråttor. IUCN kategoriserar arten globalt som otillräckligt studerad. Inga underarter finns listade.
Arten är med en kroppslängd (huvud och bål) av 140 till 159 mm, en svanslängd av 58 till 68 mm och en vikt av 83 till 110 g minst i släktet Aconaemys. Den har 26 till 29 mm långa bakfötter och 17 till 19 mm långa öron. På ovansidan förekommer mörkbrun päls och undersidan är täckt av ljusare och lite rödbrun päls. Håren på ovansidan är med en genomsnittlig längd av 9 mm kortare än hos andra släktmedlemmar.
Denna buskråtta förekommer i ett mindre område i centrala Chile och västra Argentina. Den hittades bland annat nära insjöar som ligger 1050 meter över havet. Aconaemys sagei vistas i skogar. Den är vanligast på skogsgläntor med tuvade gräs.
Individerna är aktiva på dagen och äter främst gröna växtdelar. De skapar underjordiska bon samt stigar i den låga växtligheten genom att trampa ner gräset.